# Dixeia doxo
Dixeia doxo är en fjärilsart som först beskrevs av Jean Baptiste Godart 1819.  Dixeia doxo ingår i släktet Dixeia och familjen vitfjärilar. Inga underarter finns listade i Catalogue of Life.

## Bildgalleri

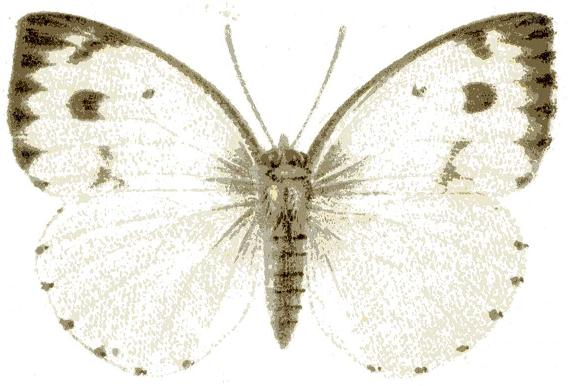
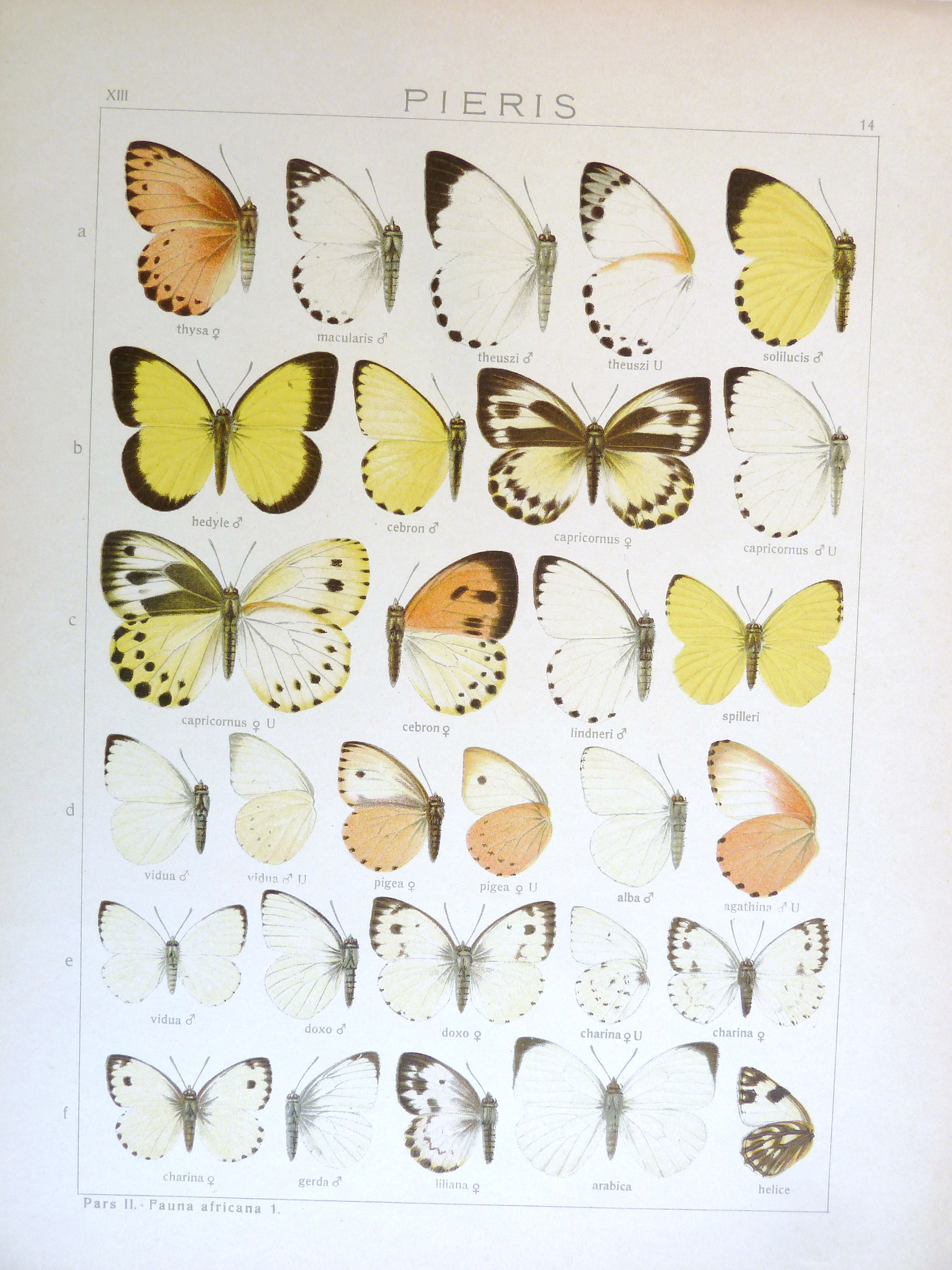